# Плазменно-химическое осаждение из газовой фазы

Плазменно-химическое осаждение из газовой фазы

Плазменно-химическое осаждение из газовой фазы сокр., ПХО; ПХГФО иначе плазмохимическое газофазное осаждение; осаждение из паровой фазы стимулированное плазмой (англ. plasma-enhanced chemical vapor deposition) — процесс химического осаждения тонких плёнок из паровой фазы при низком давлении с использованием высокочастотной плазмы.

## Описание
Технология плазмохимического осаждения использует газоразрядную плазму для разложения реакционного газа на активные радикалы. Применение различных приёмов возбуждения плазмы в реакционном объёме и управление её параметрами позволяет: 
- интенсифицировать процессы роста покрытий;  
- проводить осаждение аморфных и поликристаллических плёнок при значительно более низких температурах подложки; 
- более качественно управлять процессами формирования заданного микрорельефа, структуры, примесного состава и других характеристик покрытия по сравнению с аналогичными процессами при химическом осаждении из газовой фазы (CVD), основанными на термическом разложении реакционного газа. 
Этим методом успешно получают алмазоподобные покрытия. 